# 2804 Yrjo
2804 Yrjo је астероид главног астероидног појаса са пречником од приближно 22,84 .
Афел астероида је на удаљености од 3,227 астрономских јединица (АЈ) од Сунца, а перихел на 2,801 АЈ.
Ексцентрицитет орбите износи 0,070, инклинација (нагиб) орбите у односу на раван еклиптике 11,204 степени, а орбитални период износи 1911,783 дана (5,234 година).
Апсолутна магнитуда астероида је 11,70 а геометријски албедо 0,070.
Астероид је откривен 19. априла 1941. године.